# U-21-Fußball-Europameisterschaft 1994
Die 12. U-21-Fußball-Europameisterschaft wurde von Italien gewonnen. Es war der zweite Sieg für die Italiener. Deutschland scheiterte in der Qualifikation. Erstmals wurde eine Endrunde ausgetragen. Ausrichter war Frankreich. Gespielt wurde vom 15. bis 20. April 1994. Der Portugiese Luís Figo wurde als goldener Spieler des Turniers ausgezeichnet.

## Modus
Alle gemeldeten Mannschaften wurden auf acht Gruppen aufgeteilt. Die Gruppensieger ermitteln im Hin- und Rückspiel die vier Teilnehmer an der erstmals ausgetragenen Endrunde. Die Halbfinalsieger ermittelten im Finale den Europameister, während die Halbfinalverlierer um Platz drei spielten.

## Finalrunde

### Halbfinale
|                               |   |         |                      |
| 15. April 1994 um Montpellier |   |         |                      |
| Frankreich                    | – | Italien | 0:0 n. V., 3:5 i. E. |
| 15. April 1994 um Nîmes       |   |         |                      |
| Portugal                      | – | Spanien | 2:0                  |

### Spiel um Platz 3
|                         |   |            |     |
| 20. April 1994 um Nîmes |   |            |     |
| Spanien                 | – | Frankreich | 2:1 |

### Finale
|                               |   |          |           |
| 20. April 1994 um Montpellier |   |          |           |
| Italien                       | – | Portugal | 1:0 n. V. |

## Beste Torschützen
| Platz | Spieler             | Tore |
| ----- | ------------------- | ---- |
| 1     | João Pinto          | 3    |
| 2     | Thomas Christiansen | 2    |
|       | Óscar García        | 2    |
|       | Rui Costa           | 2    |